# Brynäs Idrottsförening
O Brynäs Idrottsförening, ou simplesmente Brynäs IF Fotboll, é um clube de futebol da Suécia fundado em  1912. Sua sede fica localizada em Gävle.